# Starzynka (Lebiedzin)
Starzynka – kolonia wsi Lebiedzin w Polsce, położona w województwie podlaskim, w powiecie sokólskim, w gminie Sokółka.
W latach 1975–1998 Starzynka administracyjnie należała do województwa białostockiego.